# エルメラ県
エルメラ県（テトゥン語：Ermera）は、東ティモールの県のひとつ。同国の西部に位置する。746 km2に2004年の推計で11万8671人が暮らす。県都は首都ディリから南西へ30kmほど行ったところにあるグレノ。ヴィラ・エルメラの名でも知られるエルメラ市は、首都から同じ道を58km進んだところにある。
国内に二つある内陸県のひとつ（もう一方はアイレウ県）で、北でリキシャ県、北東でディリ県、東でアイレウ県、南東でアイナロ県、西でボボナロ県とそれぞれ接する。
ポルトガル領ティモール時代から同様の組織が存在していた。アトサベ、エルメラ、ハトリア、レテフォホ、ラリアコの五地区から成る。
|  |  |